# 絨杜父魚科
絨杜父魚科，又稱棘皮油魚科是輻鰭魚綱鮋形目杜父魚亞目的其中一科。

## 分類
絨杜父魚科下分3個屬，如下：

### 密棘杜父魚屬（Blepsias）
- 雙葉密棘杜父魚（Blepsias bilobus）
- 銀斑密棘杜父魚（Blepsias cirrhosus）

### 絨杜父魚屬（Hemitripterus）
- 美洲絨杜父魚（Hemitripterus americanus）
- 波氏絨杜父魚（Hemitripterus bolini）
- 絨杜父魚(Hemitripterus villosus)

### 帆鰭杜父魚屬（Nautichthys）
- 眼斑帆鰭杜父魚（Nautichthys oculofasciatus）
- 暗色帆鰭杜父魚（Nautichthys pribilovius）
- 壯體帆鰭杜父魚（Nautichthys robustus）